# Lubiel Nowy (gromada)
Lubiel Nowy (pod koniec Nowy Lubiel) – dawna gromada, czyli najmniejsza jednostka podziału terytorialnego Polskiej Rzeczypospolitej Ludowej w latach 1954–1972.
Gromady, z gromadzkimi radami narodowymi (GRN) jako organami władzy najniższego stopnia na wsi, funkcjonowały od reformy reorganizującej administrację wiejską przeprowadzonej jesienią 1954 do momentu ich zniesienia z dniem 1 stycznia 1973, tym samym wypierając organizację gminną w latach 1954–1972.
Gromadę Lubiel Nowy z siedzibą GRN w Lubielu Nowym (w obecnym brzmieniu Nowy Lubiel) utworzono – jako jedną z 8759 gromad na obszarze Polski – w powiecie pułtuskim w woj. warszawskim, na mocy uchwały nr VI/10/17/54 WRN w Warszawie z dnia 5 października 1954. W skład jednostki weszły obszary dotychczasowych gromad Grodziczno, Grondy Polewne, Janowo, Lubiel Nowy, Lubiel Stary, Nowa Wieś, Nury, Ostrówek, Wólka Lubielska, Wólka-Wojciechówek i Wincentowo ze zniesionej gminy Obryte w tymże powiecie. Dla gromady ustalono 12 członków gromadzkiej rady narodowej.
1 stycznia 1956 gromada weszła w skład nowo utworzonego powiatu wyszkowskiego w tymże województwie.
31 grudnia 1959 z gromady Lubiel Nowy wyłączono wieś Wincentowo, włączając ją do gromady Rząśnik w tymże powiecie; równocześnie do gromady Lubiel Nowy przyłączono obszar zniesionej gromady Bielino w tymże powiecie (bez wsi Gołystok).
W latach 1970. jednostka funkcjonowała pod nazwą gromada Lubiel Nowy.
Gromada przetrwała do końca 1972 roku, czyli do kolejnej reformy gminnej.